# Кивач
Кива́ч (лив.-карел. Kivačču, фин. Kivatsu) — водопад на реке Суна в Республике Карелия.

## Общие сведения
Название водопада происходит, видимо, от финского слова kiivas, что означает «мощный, стремительный».
Высота общего падения водопада — 10,4 м на участке протяжённостью около 170 м. Высота отвесного падения нижней ступени — 8 м. Уступ водопада образован выходами диабаза.
Водопад разделён скалой на два потока: главный (правый) и второстепенный (левый). Главный поток низвергается по четырём уступам, второстепенный разбит на несколько струй, направленных под прямым углом к главному потоку.
Водопад является экскурсионным объектом в пределах заповедника «Кивач», площадь которого — более 10 тысяч га. У водопада располагаются Музей природы и дендрарий.

## История
Впервые упоминается в Писцовой книге Обонежской пятины в 1566 году.
По одной из легенд о возникновении водопада, две реки-сестры Суна и Шуя, не желая расставаться друг с другом, протекали рядом. Но в один момент Суна уступила сестре своё удобное русло и прилегла отдохнуть. После пробуждения она с удивлением увидела, что Шуя утекла очень далеко, и пустилась вдогонку, снося всё на своем пути. В месте, где Суна пробила скалы, возник водопад Кивач.
В 1837 году был сооружён крупный отдельный бревноспуск для предотвращения разлома брёвен при сплаве.
В 1868 году водопад посетил император Александр II, к его приезду специально был построен дом для ночлега.
Часть вод была отведена при строительстве Сунского каскада ГЭС (наиболее крупные станции каскада — Кондопожская ГЭС и Пальеозерская ГЭС). Это изменило гидрографическую сеть и снизило природную мощность водопада (до 66 м³/с).

## Кивач в художественных произведениях
Водопаду посвящены стихотворные строки Г. Р. Державина, Ф. Н. Глинки и других известных поэтов.
Стихотворение «Водопад» (Г. Р. Державин):
Алмазна сыплется гора

С высот четырьмя скалами,

Жемчугу бездна и сребра

Кипит внизу, бьет вверх буграми;

От брызгов синий холм стоит,

Далече рев в лесу гремит.
Водопад Кивач в стихотворении Николая Глазкова (1971):
Он то и дело гонит бревна,

Их многотонно перебрав.

Остервенело и любовно

Осуществляет лесосплав.
Он со времен палеолита

Бежит по этим скалам вскачь,

Неистовый и знаменитый

Волшебный водопад Кивач.
Так, низвергаясь ошалело,

Он по душевной простоте

Наполовину служит делу,

Наполовину — красоте.

## Галерея

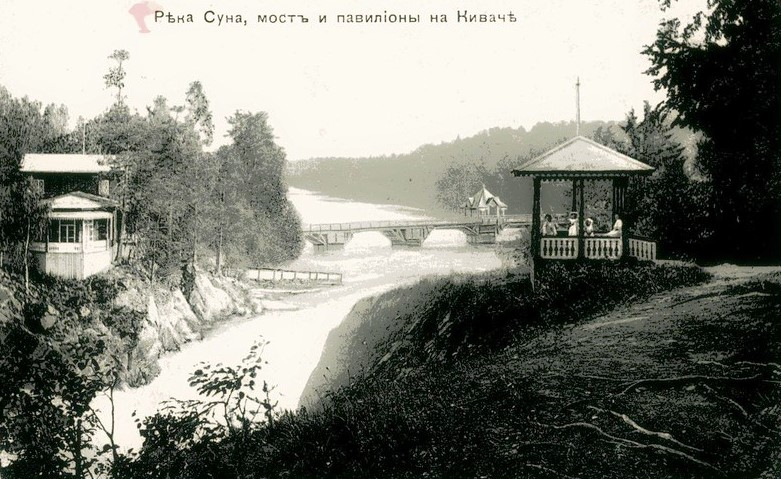
Водопад Кивач, павильоны (1904 год)
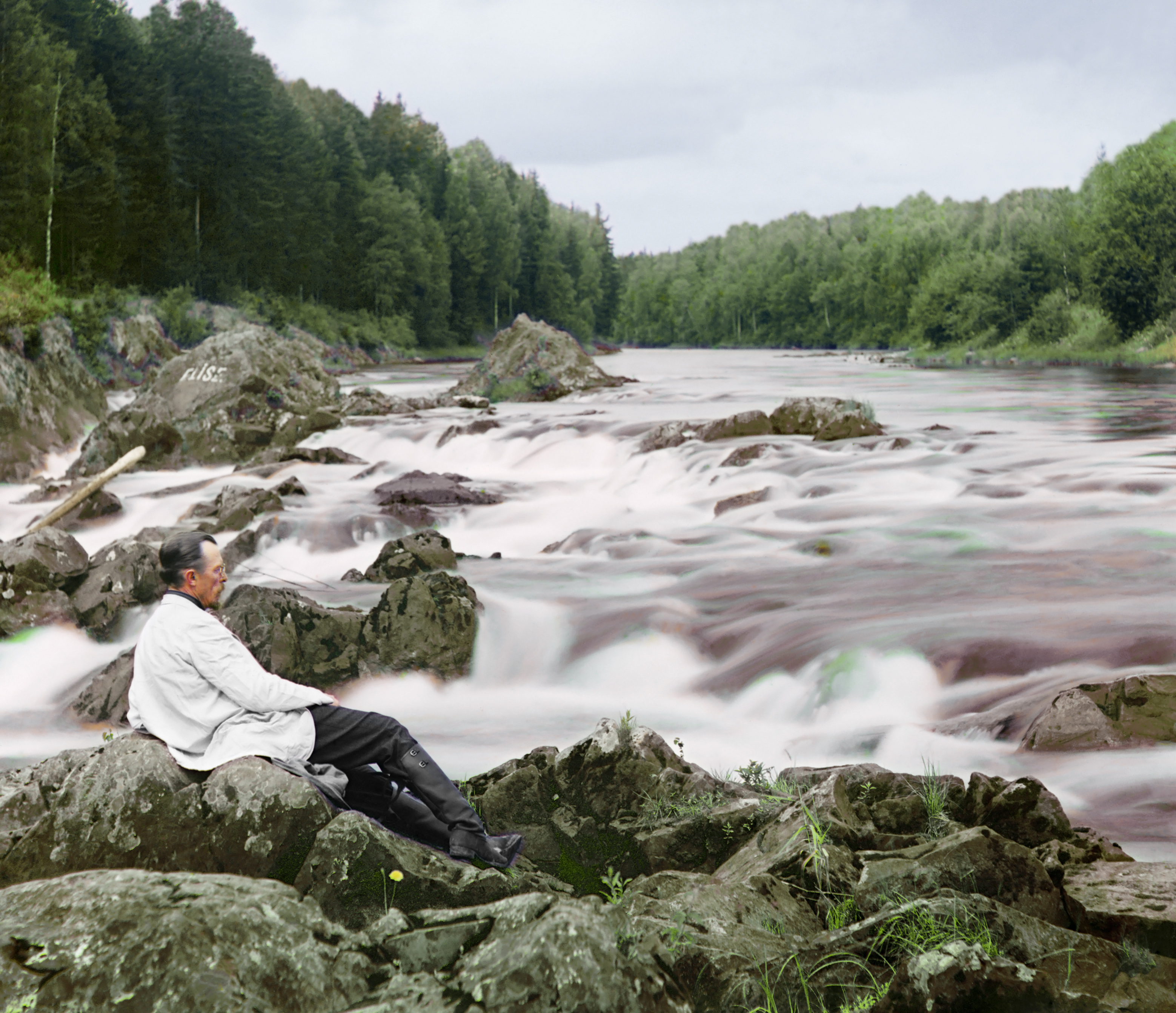
Водопад Кивач, 1915 год. На снимке — автор, С. М. Прокудин-Горский
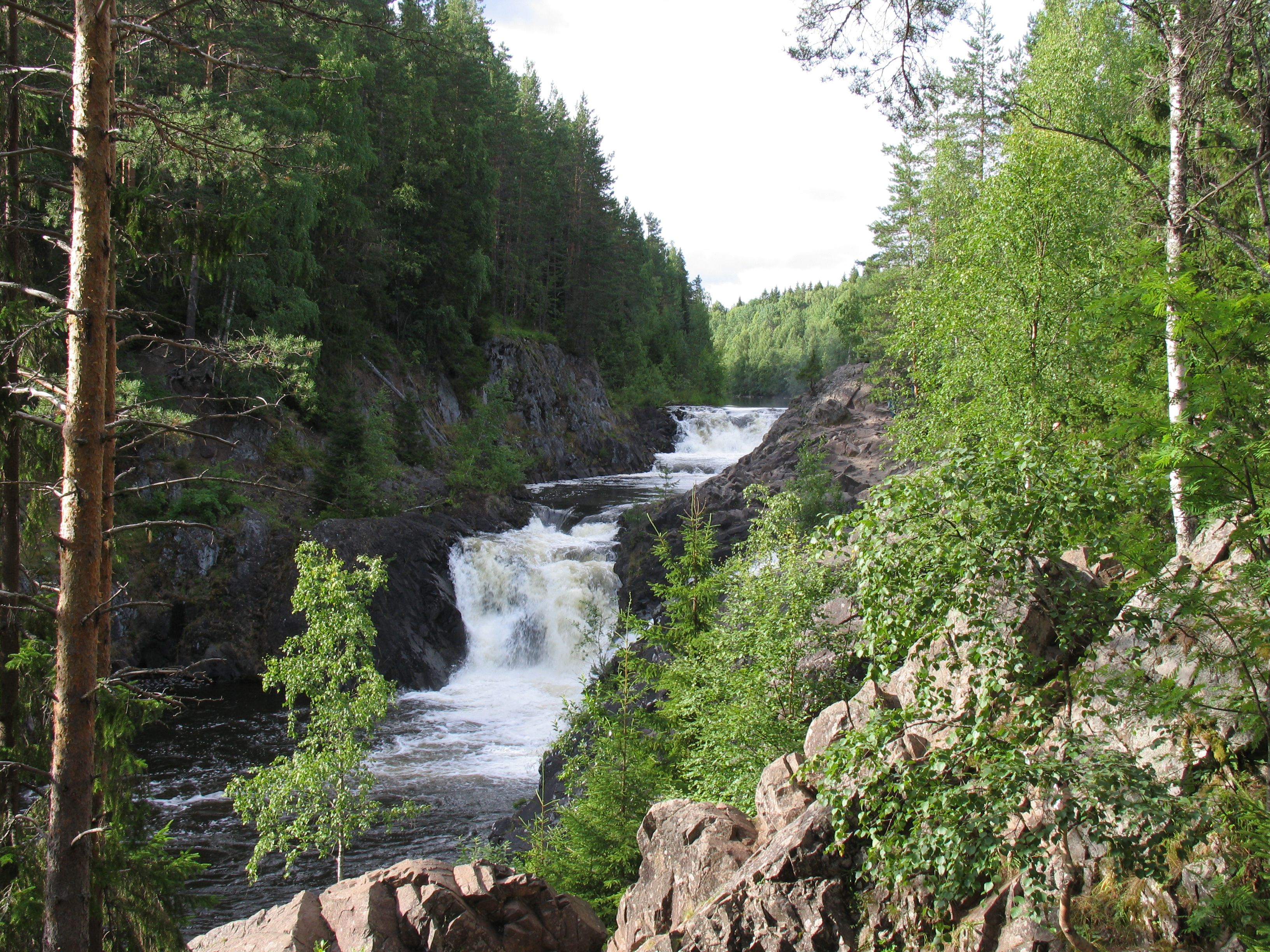
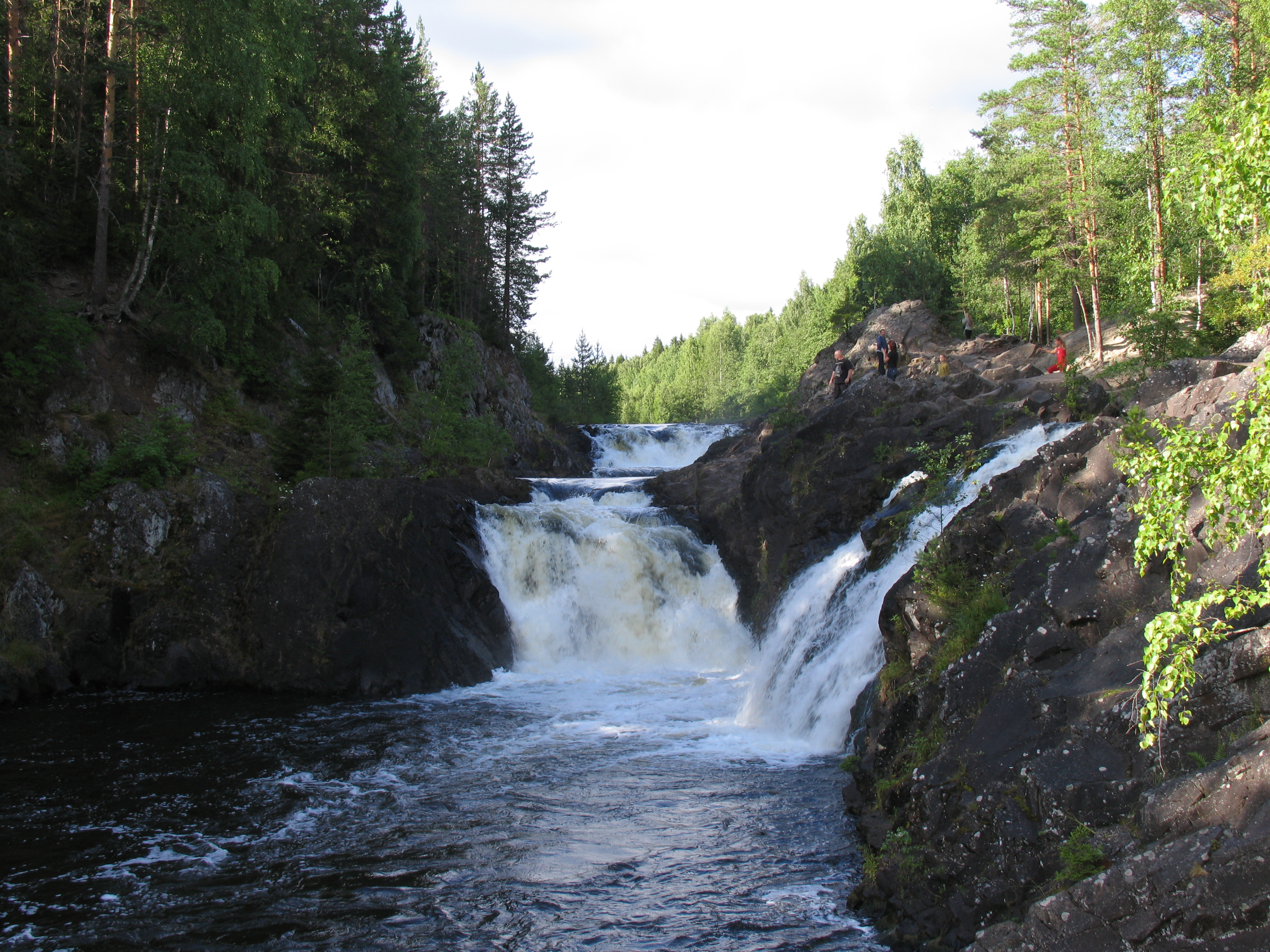
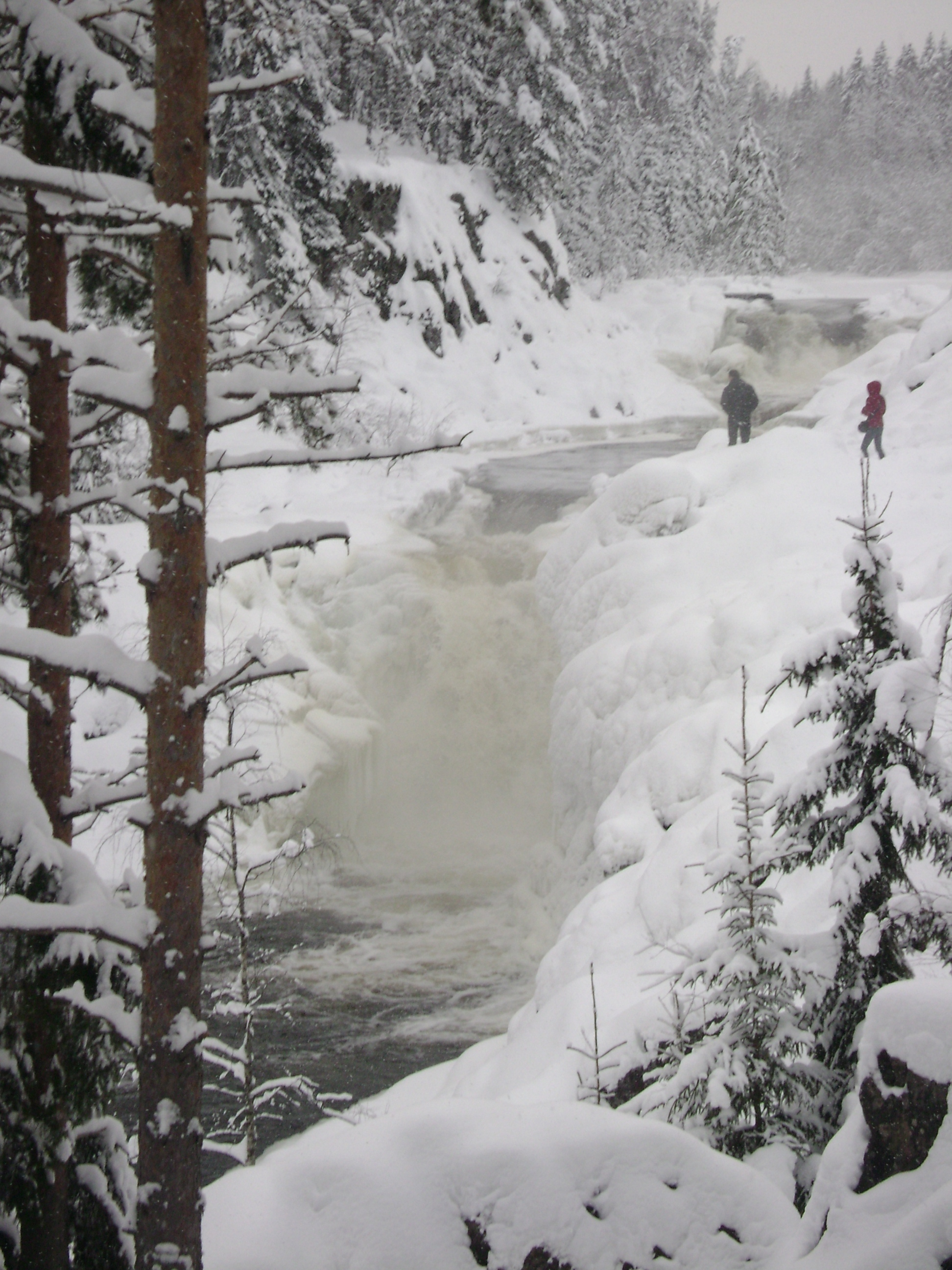
Водопад зимой
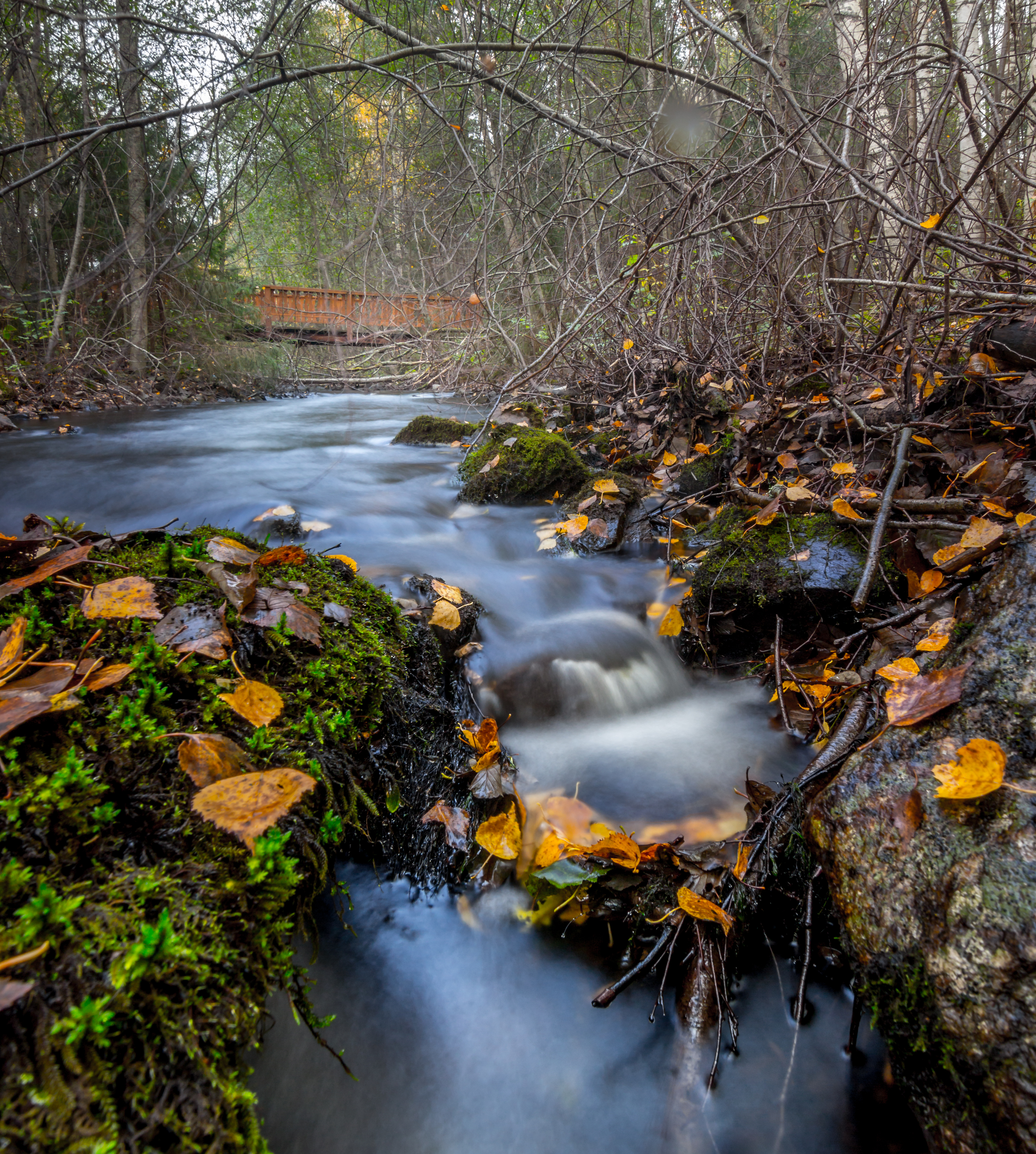
Осень на Киваче
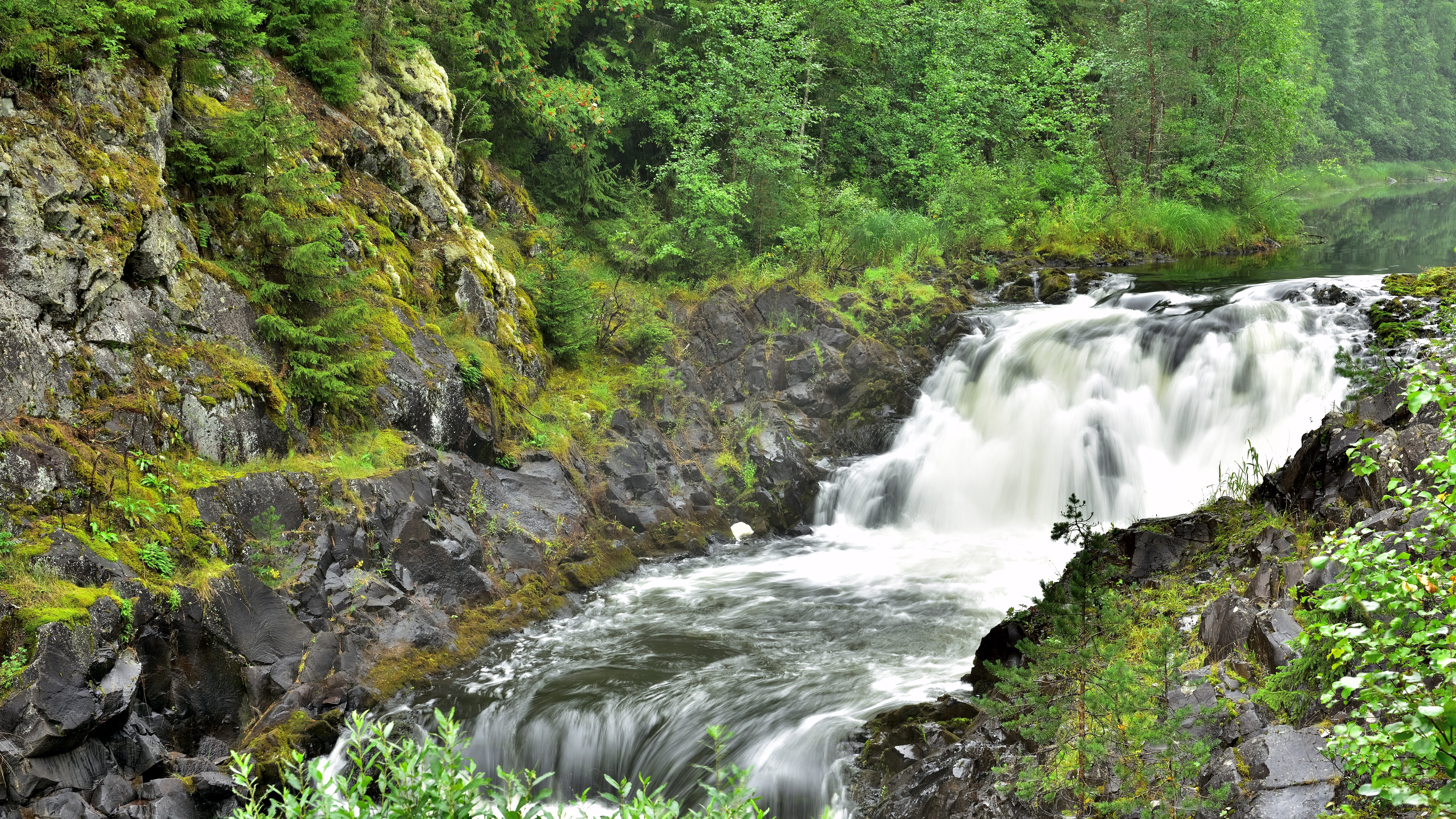
Верхний каскад
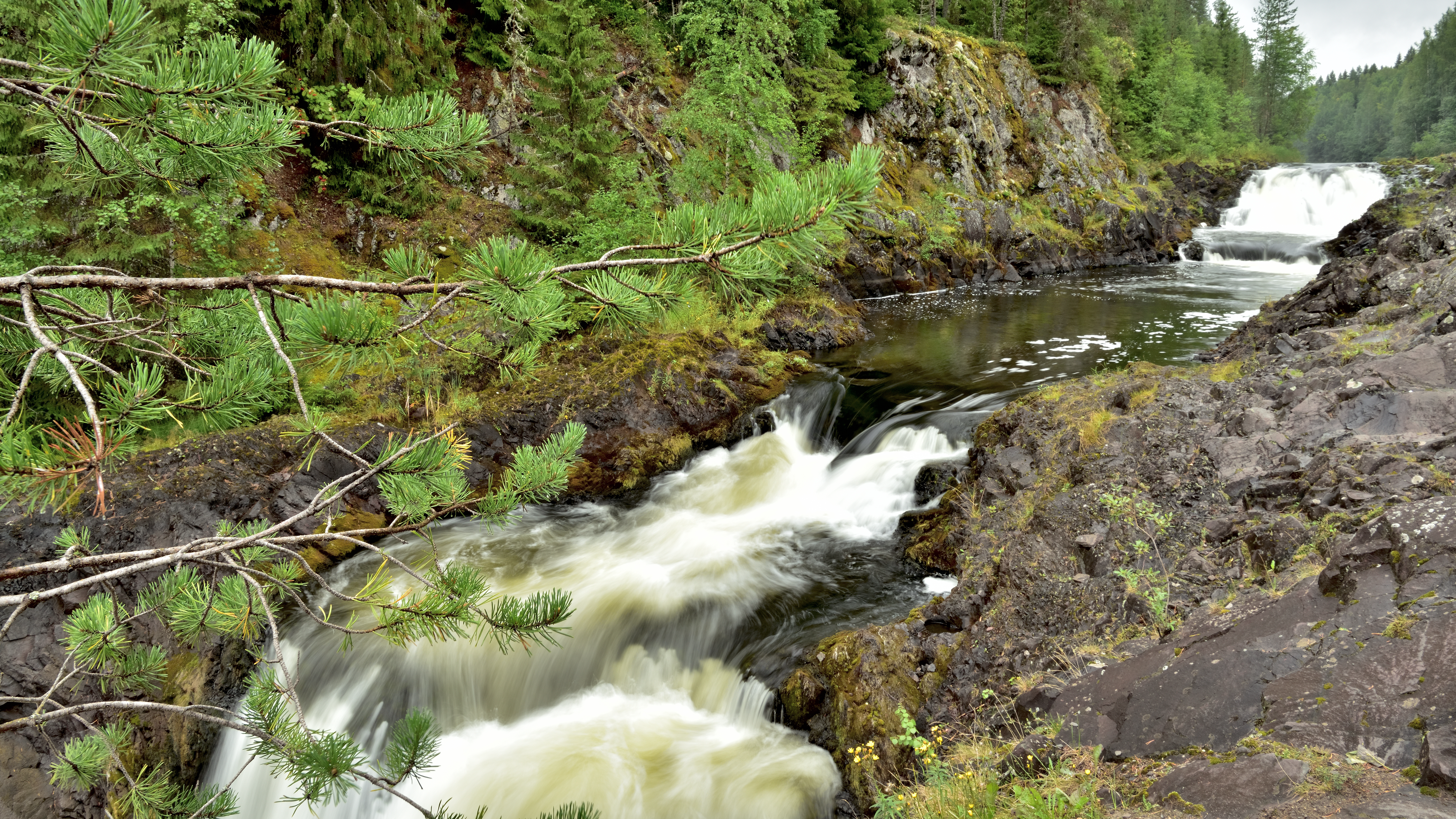
Между каскадами водопада
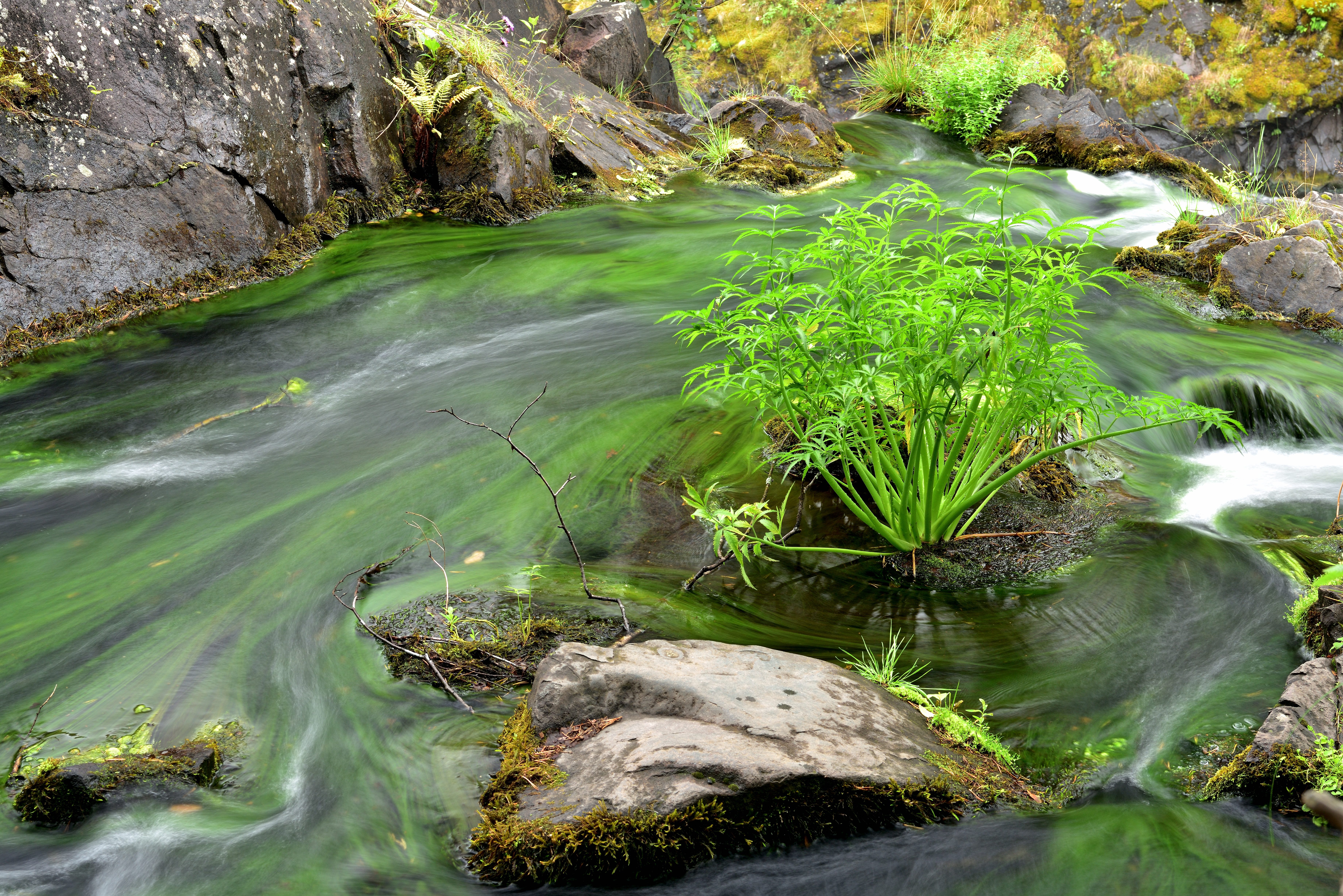
Потоки воды перед падением вниз